# 九州耳蕨
九州耳蕨（学名：Polystichum grandifrons）为鱗毛蕨科耳蕨屬下的一个种。

## 扩展阅读
- 維基物種上的相關：九州耳蕨